# Hypofunktion
Als Hypofunktion wird in der Medizin eine verminderte Arbeitsleistung eines Organs bezeichnet, also eine Unterfunktion, d. h. eine Ausprägung oder einen Wert unterhalb des Normwerts.
Gegensatz ist die Hyperfunktion.
Beispiele hierfür sind:
- Hypotonie: niedriger Blutdruck.
- in der Schilddrüse: Hypothyreose, Angeborene Hypothyreose, Pickardt-Syndrom (tertiäre Hypothyreose)
- in den Nebenschilddrüsen: Hypoparathyreoidismus
- in den Keimdrüsen: Hypogonadismus, Hypogonadotroper Hypogonadismus
- in der Nebennierenrinde: Nebennierenrindeninsuffizienz
- Osteopetrose: durch eine erbliche Unterfunktion der knochenabbauenden Zellen (Osteoklasten) verursacht